# Abercarn
Abercarn is een plaats in Wales, in de county borough Caerphilly en in het ceremoniële behouden graafschap Gwent. De plaats telt 4793 inwoners (2001).

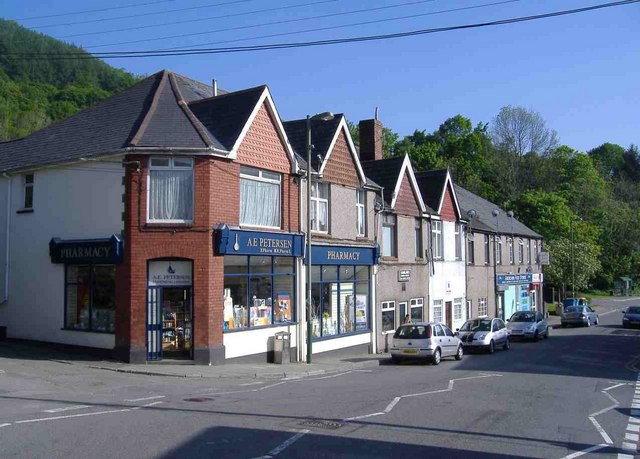
High Street, Abercam